# Vegard Robinson Bugge
Vegard Robinson Bugge (Horten, 7 de desembre de 1989) és un ciclista noruec, professional des del 2010.

## Palmarès
- 2008
  - Vencedor d'una etapa a la Roserittet
- 2011
  -  Campió de Noruega en ruta sub-23
- 2013
  - 1r a la Gooikse Pijl